# Капо-д’Орландо
Капо-д’Орландо (итал. Capo d'Orlando) — коммуна в Италии, располагается в регионе Сицилия, в провинции Мессина.
Население составляет 13 034 человека (2008), плотность населения составляет 895 чел./км². Занимает площадь 15 км². Почтовый индекс — 98070 — 98071. Телефонный код — 0941.
Покровительницей коммуны почитается Пресвятая Богородица (Maria SS. di Capo d’Orlando), празднование 22 октября.

## Демография
Динамика населения:

## Города-побратимы
- Фримантл, Австралия (1982)

## Администрация коммуны
- Официальный сайт: http://www.comune.capodorlando.me.it/